# Вишневський Давид Кельманович
Дави́д Ка́льманович Вишне́вський (8 січня 1910, м. Кременчук Полтавської області — 15 березня 1977, Харків) — український прозаїк.

## З життєпису
Народився 8 січня 1910 року в м. Кременчуці Полтавської області в робітничій сім'ї. Працювати почав юнаком: слюсарював на заводах Харкова. Вчився у вечірній школі, по тому вступив до Харківського університету, але не закінчив його.
У 1933—1941 роках працював у журналі «Заклик», видавництві «Молодий більшовик», в радіокомітеті. Одночасно активно друкувався в періодиці.
У 1941—1949 роках перебував у лавах Радянській Армії.
Брав участь у німецько-радянській війні як кореспондент армійської та редактор дивізійної газети.
Нагороджений орденами Вітчизняної війни 2-го ст., Червоної Зірки, медалями.
Член КПРС.
Похований у Харкові (вул. Клочківська, 335), на 9-му міському кладовищі (20 квартал).

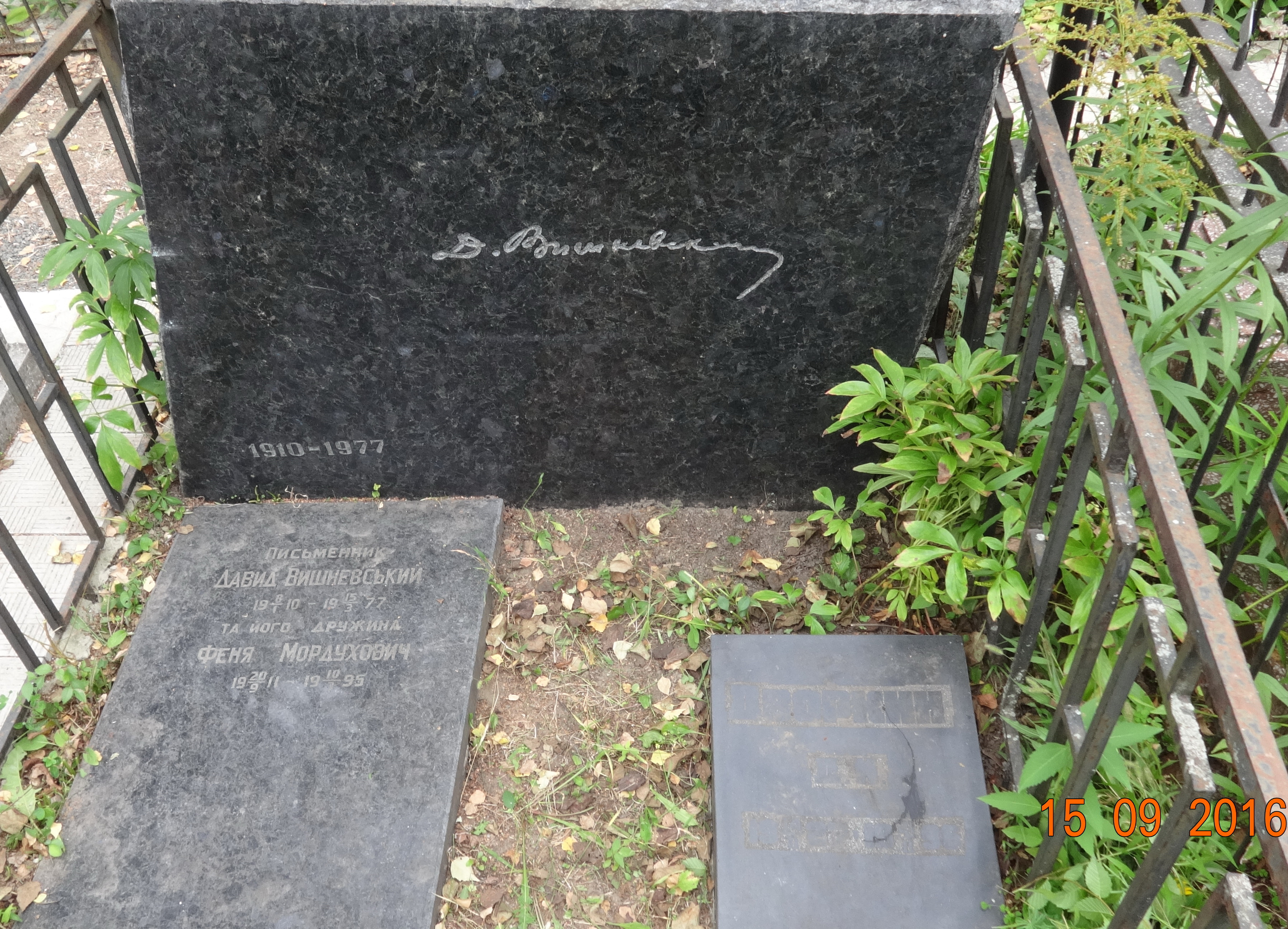
Могила Вишневського на 9-му міському кладовищі у Харкові

## Творчість
Почав друкуватися з 1930 року. Писав українською мовою.
Член СП СРСР з 1940 року.

### Збірки оповідань
- «Брак» (1932),
- «Мрійник» (1934)
- «Бронзовий сокіл» (1941)
- «Прості серця» (1948)

### Повісті
- «Лінії сплетінь» (1933)
- «Обрії» (1933)
- «Повісті про невідомих» (1956)
- «Сімдесят другий день» (1959)
- «Риси твого обличчя» (1962)
- «Я люблю вас, мамо» (1965)

### Романи
- «Три ночі» (1969)

а також сценарію художнього кінофільму «Ластівка».